# Lars Norén
Lars Norén   (Estocolm, 9 de maig de 1944 - Estocolm, 26 de gener de 2021) fou un poeta, director, dramaturg i autor suec. Va escriure la seva primera obra a l'edat de 19 anys i ha estat considerat des de fa molt de temps com el successor de Strindberg, Txékhov i Ibsen. Després d'haver succeït a Ingmar Bergman a la direcció del Teatre Nacional suec, Norén fou des de 1999 director artístic del «Riks Drama» al Riksteatern, el Teatre Nacional Itinerant suec.
El 2007 publicà i posà en escena una obra de teatre titulada A la memòria d'Anna Politkvoskaïa, en referència la coneguda periodista russa assassinada l'octubre de 2006.
Es va morir el 2021, víctima de la COVID-19.

## Traduccions al català
- Dimonis. Traducció d'Amanda Monjonell. Estrenada a la Sala Beckett, el 17 de desembre de 2006. Intèrprets: Àurea Márquez, Jordi Collet, Daniela Corbo i Xavier Ripoll. Escenografia de Max Glaenzel i Estel Cristià. Il·luminació de Maria Domènech. So d'Àlex Polls. Imatge de Lluís Baulida i Marc Lucchetti. Treball de cos: Carles Salas. Direcció de Lurdes Barba.
- El coratge a matar. Traducció de Joan Casas i Fuster i Carolina Moreno. 2016, Arola edicions